# Haager Allianz (1625)
Die Haager Allianz war ein am 19. Dezember 1625 während des Dreißigjährigen Krieges in Den Haag geschlossenes anti-habsburgisches Bündnis zwischen Dänemark, England und den Vereinigten Niederlanden sowie einigen protestantischen Reichsständen. Die Allianz kam auf Drängen des ins Exil getriebenen pfälzischen Kurfürsten Friedrich V. und mit Unterstützung des französischen Königs Ludwig XIII. zustande. Durch das Bündnis wurde der Krieg endgültig zum gesamteuropäischen Konflikt.
Friedrich V. hatte zuvor noch erhofft, durch eine größere anti-habsburgische Koalition die Rückeroberung seines verlorenen Kurfürstentums zu erreichen. Die Kriegsziele der Haager Allianz konzentrierten sich dann allerdings in erster Linie auf Norddeutschland. England und die Niederlande erklärten sich bereit, den dänischen König Christian IV. bei seinem beginnenden Feldzug gegen die Kaiserlichen zu unterstützen. Zuvor wurde auch der schwedische König Gustav II. Adolf als Oberbefehlshaber für das Bündnis gehandelt worden. Für ihn sprach die Kriegserfahrung seiner Truppen. Doch die dänisch-schwedische Rivalität stand dem entgegen.
Letzten Endes kam es dann jedoch – abgesehen von Unterstützungszahlungen (etwa an Ernst von Mansfeld) sowie bei der Blockade Hamburgs (zur Verhinderung von Waffenhandel mit Spanien) – zu keiner nennenswerten Zusammenarbeit zwischen Dänemark und seinen Verbündeten. Letztere waren durch den Krieg gegen Spanien ausgelastet und, im Fall Englands, durch den Konflikt zwischen König und Parlament innenpolitisch gelähmt, und konnten so keine ernsthafte Unterstützung leisten. Das dänisch-niedersächsische Heer wurde bereits ein gutes halbes Jahr später bei Lutter vernichtend geschlagen.
Die ineffektive Allianz scheiterte endgültig 1627, als England gegen den zuvorigen Unterstützer Frankreich Krieg führte. 1629 schied das geschlagene Dänemark mit dem Lübecker Frieden aus dem Krieg aus, ein Jahr später schloss England mit Spanien Frieden und zog sich aus allen kontinentaleuropäischen militärischen Konflikten zurück.